# Clément Dupont
Pour les articles homonymes, voir Dupont ou Dupond.
Pas d'image ? Cliquez ici

a Compétitions nationales et continentales officielles uniquement.

b Matchs officiels uniquement.
Clément Dupont est un joueur français de rugby à XV, né le 11 avril 1899 à Argelès-Gazost et mort le 1er novembre 1993 à Mérignac. Mesurant 1,65 m pour 68 kg, il évolue au poste de demi de mêlée (à l'ouverture en 1928) en sélection nationale (16 sélections entre 1923-1929) et au FC Lourdes, comme au Rugby Club de Rouen.

## Biographie

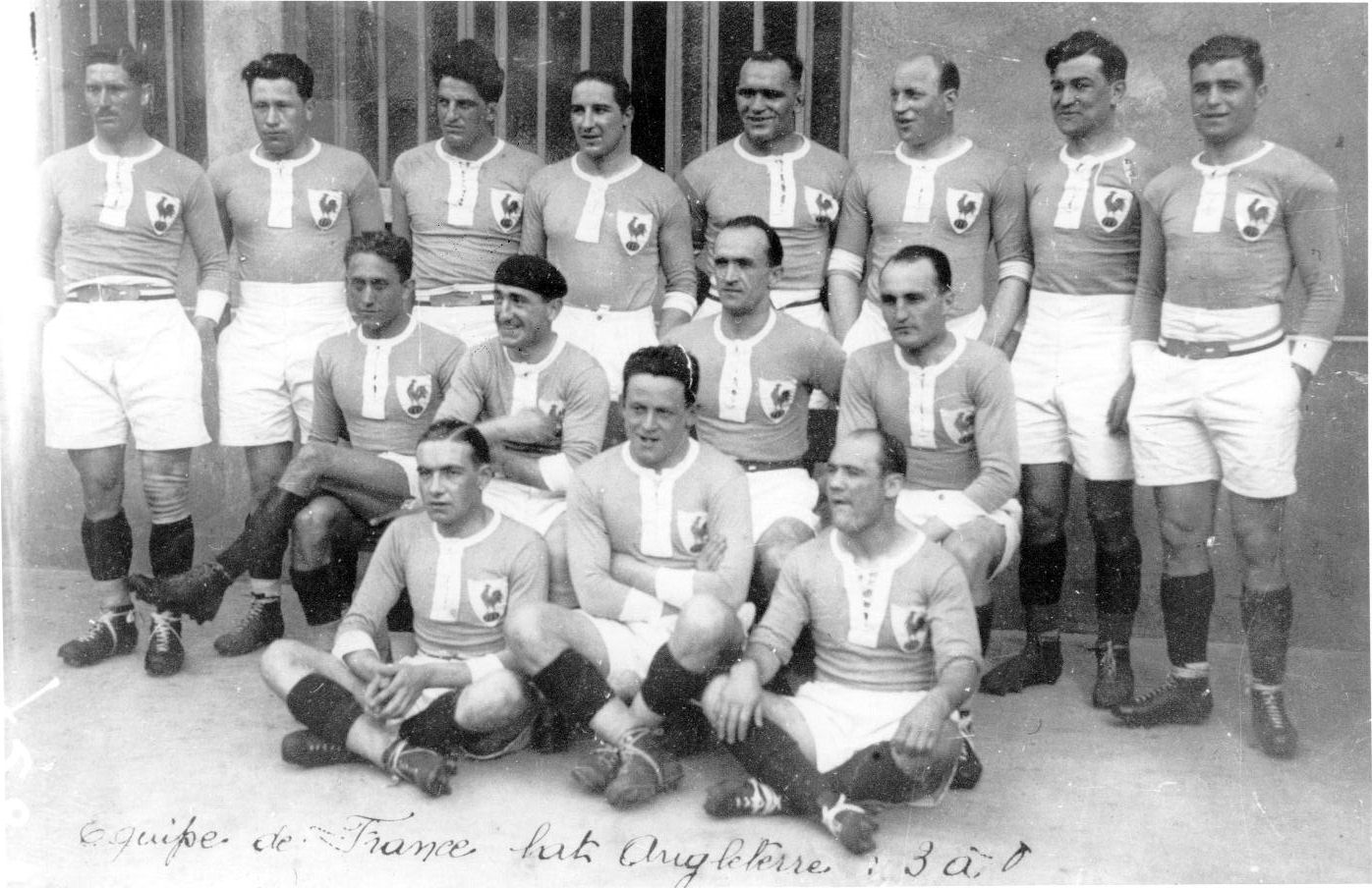
Équipe de France de 1927.

Il fut - avec Adolphe Jauréguy - le premier Français à vaincre les quatre nations britanniques avant-guerre.
Après sa carrière de joueur, Clément Dupont entame une carrière d'entraîneur : le Bordeaux Etudiant Club (1937), puis il devint l'entraîneur du Stade montois après-guerre. Il entraîna également l'équipe nationale malgache pour sa tournée française (Nice, Toulon, Toulouse et Paris) qu'elle effectua en septembre-octobre 1957. Cette sélection gagna ses trois premières rencontres, puis concèda une défaite lors du dernier match contre le Racing Club de France ; Clément Dupont devint l’entraîneur de cette équipe pour la mener au titre de champion de France en mai 1959, au Parc Lescure à Bordeaux, contre l'équipe du Stade Montois des frères Boniface. Puis il occupera cette fonction au CAP pour la saison 1960-1961, puis au PUC, où il influencera notamment René Deleplace.  

## Palmarès
- 16 sélections en équipe de France, de 1923 à 1928
- Sélections par années: 1923 (3), 1924 (5), 1925 (1), 1927 (3), 1928 (4)
- Participations au Tournoi des Cinq Nations: à 6 reprises, en 1923, 1924, 1925, 1927, 1928 et 1929 (son dernier match -contre l'Irlande- joué le 31 décembre 1928 compta pour l'édition 1929 du tournoi)
- Vice-champion olympique en 1924
- Vainqueur de l'Irlande en 1923, de l'Angleterre à Paris en 1927 pour la 1re fois par les tricolores, ainsi que du pays de Galles l'année suivante.